# Valentiny János
Valentiny János (Nagylak, (Csanád vármegye) 1842. január 1. – Nádasdladány, 1902. február 25.) magyar festőművész.

## Élete

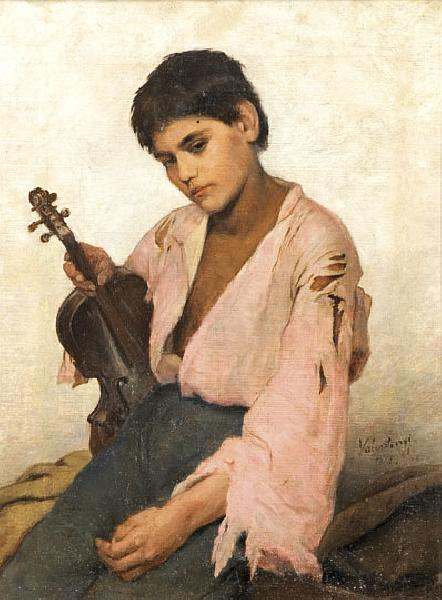
Valentiny János: Fiú hegedűvel (1878)

Gyermekkorának kedves időtöltése, a rajzolás, igazi szenvedélyévé Baján vált, ahová iskolázás céljából küldték szülői. Majd Aradra utazott, hol Csillag arcképfestőnél ismerkedett meg a színekkel, azok kezelésével, sőt bizonyos formaérzéket is elsajátított és rövid idő múlva több arcképet készített ismerősei és rokonai számára. Egy ilyen munkájáért kapott 30 forinttal jött fel Pestre, hogy rendszeresen és komolyan hozzá lásson a tanulmányozáshoz. Beiratkozott a Marastoni vezetése alatt állott rajziskolába. Festetics Leó gróf beajánlotta Nádasdy Lipót grófhoz Ferenc fia mellé rajztanítónak. Valentiny éppen tizenhét esztendős volt, amikor a grófi családhoz Nádasdladányra került. Nádasdy gróf éppúgy, mint neje Forray Julia grófnő, a család tagjának tekintették, a tanító és egykorú növendéke közt pedig az évek folyamán olyan bizalmas viszony fejlődött, amely egyaránt díszére válik mind a kettőnek. Később Párizsba ment, s itt Richard Fürst von Metternich-Winneburg herceg, osztrák-magyar nagykövet protekciója folytán jutott be az akadémiába. Három esztendőt töltött Párizsban, és ez idő alatt a Szalonban is szerepelt Törött korsó c. életképével. Festménye igazolta, hogy érdemes az ösztöndíjra, melyet párizsi tartózkodása alatt szereztek számára jóakarói. A művész 1868-ban tért vissza Nádasdladányra, ahol azután egyfolytában öt évig dolgozott, és felváltva festett arc-, táj- és zsánerképeket. 

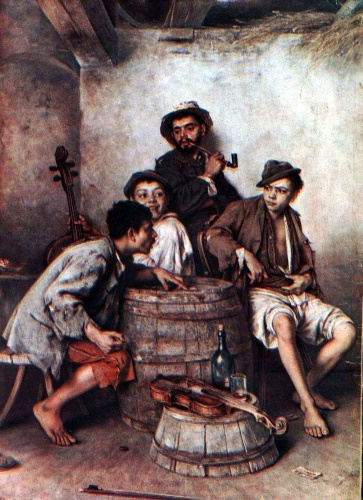
Valentiny János: Cigányfiatalság

Időközben vissza akart térni Párizsba, de a kommün zavargásai nemcsak tervét hiúsították meg, hanem műtermében hagyott tanulmányait és vázlatait is elpusztították. 1873-ban Münchenbe utazott, hol egy évi tartózkodása alatt apró zsánerképeit mindig örömest vásárolták meg a műárusok. Itt ébredt föl benne a vágy, hogy Olaszországot meglátogassa. Bejárta nevezetesebb városait, hosszabb időt töltött Rómában és Capri szigetén, megfestve a Hegedűs cigányt, első nagyobb méretű képét s a Capri-i naplopót, melyet később a képzőművészeti társulat kiállításán is méltó figyelmet ébresztett. 1878-ban Münchenbe visszamenve, még melegében, olasz befolyás alatt született meg a Kis halászok c. bájos festménye. Ezúttal csak rövid ideig maradt Münchenben s egyenesen visszatért kedves fészkébe, Nádasdladányra. Valentiny nagy tevékenységet fejtett ki; másolatok útján nagyon elterjedt zsánerképei mellett találunk kitűnő tanulmányfőket, hangulatteljes tájképeket, sőt a vallásos festészet terén is tett kísérletet Szt. Ilona c. oltárképével, mely Nádasdy Ferenc gróf első, virágjában elhunyt neje, Zichy Ilona grófnő emlékének van szentelve. Tájképei közül nevezetesebbek a Háborgó Balaton és a Tengerparti vidék. Valentiny mint a cigányok romantikus életének festője az első helyet foglalja el művészetünkben. Ezen a téren valóságos specialista. Ily nemű művei közt a Haldokló cigány és a Zeneiskola maradandó becsű alkotások. Nádasdladányban halt meg 1902. február 25-én.